# Schlaffe Palmlilie
Die Schlaffe Palmlilie (Yucca flaccida) (englischer Trivialname: Flaccid Leaf-Yucca) ist eine Pflanzenart der Gattung der Palmlilien (Yucca) in der Familie der Spargelgewächse (Asparagaceae).

## Beschreibung
Die Schlaffe Palmlilie wächst solitär, stammlos oder mit kurzen Stämmen. Die Laubblätter sind im Gegensatz zu den Blättern der Yucca filamentosa variabel, dünn, weich, glatt und haben an den Blatträndern feine Fasern. Sie sind grün bis blaugrün und 20 bis 70 cm lang und 1 bis 3 cm breit. 
Der in den Blättern beginnende, verzweigte Blütenstand wird 2 bis 4 Meter hoch. Die hängenden, glockenförmigen, weißen bis cremefarbenen Blüten weisen eine Länge und einen Durchmesser von 3 bis 6 cm auf. 
Die Blütezeit reicht von Juni bis Juli.
Die Chromosomenzahl beträgt 2n = 60.

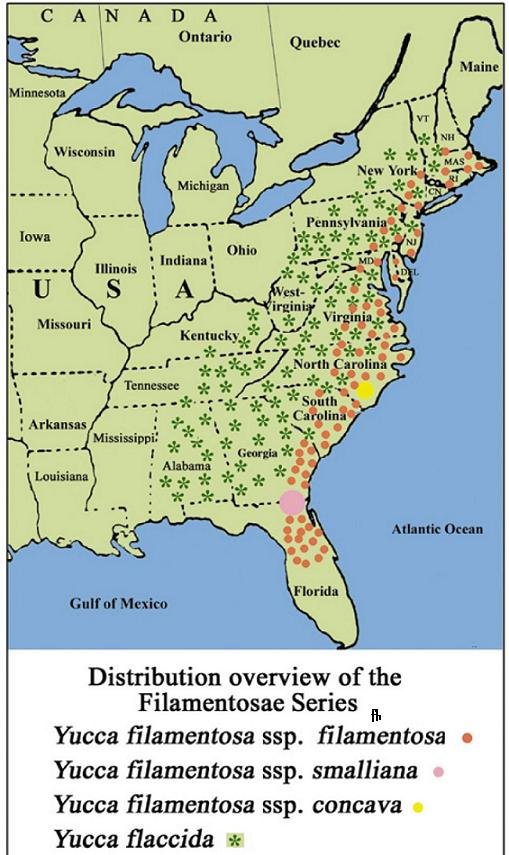
Serie Filamentosae der Sektion Yucca: Verbreitungsgebiet im Osten der USA

## Vorkommen und Systematik
Die Schlaffe Palmlilie ist nahe verwandt mit der Fädigen Palmlilie (Yucca filamentosa), ist jedoch durch die dünnen, weichen Blätter deutlich zu unterscheiden. Sie wächst in Bergregionen in steinigem Gelände, wogegen die Fädige Palmlilie in Küstenregionen angesiedelt ist. Diese Art gehört zur Sektion Chaenocarpa Serie Filamentosae.
Die Schlaffe Palmlilie ist in Mitteleuropa frosthart bis minus 20 °C. Die in den Sammlungen bekannten Gartenformen sind Hybriden. Versuche der Handbestäubung von F. Hochstätter mit diesen Hybriden, z. B. Yucca elata und Yucca pallida, verliefen erfolgreich. 
Die Schlaffe Palmlilie besitzt Vorkommen in den Staaten Tennessee, Georgia, Alabama, North Carolina, Washington, D.C., Maryland, Pennsylvania, Connecticut und Kentucky in Bergregionen der Blue Ridge Mountains, Great Smoky Mountains, Appalachen, Pockono Mountains in lichten Wäldern in Höhenlagen zwischen 200 und 950 Metern.
Die Erstbeschreibung durch Adrian Hardy Haworth unter dem Namen Yucca flaccida ist 1819 veröffentlicht worden. Synonyme sind Yucca smalliana Fernald und Yucca filamentosa subsp. smalliana (Fernald) Hochstätter.

## Bilder
Yucca flaccida:

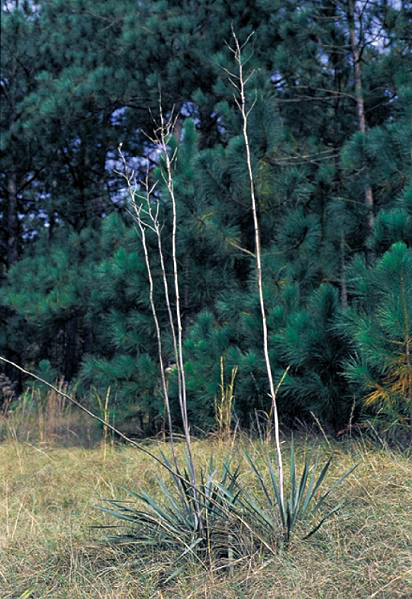
Mit langem Blütenstandresten in Georgia
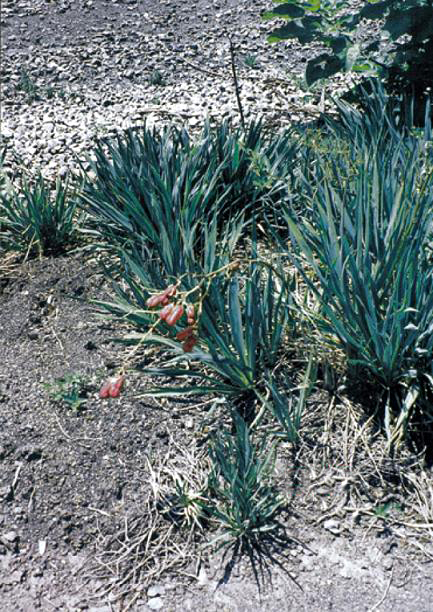
Mit reifen, roten Früchten in Pennsylvania
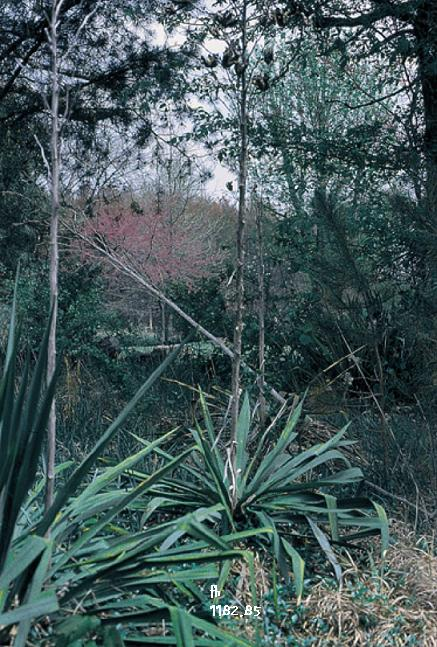
In lichtem Wald in Kentucky

## Einzelreferenzen
1. ↑   Tropicos.
2. ↑  Suppl. Pl. Succ., 34: 1819.
3. ↑   Rafaël Govaerts (Hrsg.): Yucca flaccida - Datenblatt bei World Checklist of Selected Plant Families des Board of Trustees of the Royal Botanic Gardens, Kew. Zuletzt eingesehen am 14. September 2016.